# さかさにアルク

## 概要
さかさにアルクは、北海道出身・在住の男女3人組のバンド。地元の札幌を中心に幅広く活動。

## 来歴
2021年
北海道岩見沢市で開催された野外フェスSOUND AIR 2021に出演し、ボーカルのりったんがベストプレイヤー賞を受賞する。
2022年
early Reflection×レインボーエンタテインメント合同オーディション「early Discovery」で7月の月間アーティストに選出される。
初の北海道外での遠征ライブにおいては9月に福岡県福岡市で開催された舞鶴公園カレーフェス「Smells Like Curry Spirit」に参加しイベントの成功に貢献する。特筆すべきはこの企画の主催者である松隈ケンタから「書類選考では落ちてたけど、俺がライブを見たいから呼びよせた」と評された。
CROSS FM BAD KNee RADIOの10月20日付FUKUOKA FIRE RANKINGにおいてバンドの代表曲である「心残り」がランキング3位を記録する。（2022年10月20日放送回）
全国配信フェス『ジャパイン』(JAPAN LIVE HOUSE INTERSECTION Vol.8) の全国出演アーティストの中から代表曲「irony」がAWAプレイリスト1位に選出されたが、開催日の前日にメンバーの体調不良が発覚し出演キャンセルとなった。（2022年11月7日）
2023年
2月に下北沢で開催されたEggsとearly Reflectionがコラボした"Eggsレコメンライブ ～loves early Reflection～"で新世代アーティスト6組の中の一組として選出され、当日は一番手での出演であったが、ほぼ満員の会場を大きく盛り上げイベントの成功に貢献する。 (2023年2月22日)

## メンバ-

### ・メインメンバー
Vo./Gt. りったん　(みっかん)
Ba.みやながカズキ
Dr/Cho.小林ミユ

### ・サポートメンバー
Gt

### ・元メンバー
Gt.坂田響也

## ディスコグラフィ
| 発売日       | タイトル | 収録曲                      | 備考 |
| ------------ | -------- | --------------------------- | ---- |
| 2019年8月7日 | irony    | 1. intro 2. irony 3. 自転車 |      |

| 発売日        | タイトル       | 規格品番  | 収録曲                                                            | 備考 |
| ------------- | -------------- | --------- | ----------------------------------------------------------------- | ---- |
| 2022年4月16日 | Sakasani Aruku | FK10M-005 | 1. －0℃ 2. ネオンテッドユナイテッド 3. 後悔の夢 4. 心残り 5. 未来 |      |

|    | 曲名               |
| -- | ------------------ |
| 01 | ちりとりとほころび |
| 02 | 花粉のせいで       |
| 03 | シンデレラ         |
| 04 | レモ・ネード       |
| 05 | オレンジ           |
| 06 | ロジカルスイッチ   |
| 07 | レプリカ           |
| 08 | たゆたう           |